# سن پییر (ایندیانا)
سن پییر (به انگلیسی: San Pierre) یک منطقهٔ مسکونی در ایالات متحده آمریکا است که در شهرستان استارک، ایندیانا واقع شده‌است. سن پییر ۰٫۴ کیلومتر مربع مساحت و ۱۴۴ نفر جمعیت دارد و ۲۱۲ متر بالاتر از سطح دریا واقع شده‌است.